# Gunnar Borg
Gunnar Anders Valdemar Borg, född 28 november 1927 i Stockholm, död 2 februari 2020 i Hässelby distrikt, Stockholm, var en svensk psykolog. Borg var yngste sonen till ingenjör Wiktor och Elna Borg. Han växte upp i Sollentuna.
Borg tog studenten på Norra Latin i Stockholm och sen studerade psykologi vid Stockholms högskola.
Borg disputerade 1962 vid Lunds universitet och var professor i perception och psykofysik vid Stockholms universitet. Han har utvecklat Borg RPE skalan®, även känd som Borgskalan, vilken används världen över för att uppskatta grad av ansträngning.
Borg var ledamot av Ingenjörsvetenskapsakademien sedan 1970.
Borg blev hedersdoktor i medicin vid Umeå universitet 2009. Han är begravd på Sollentuna kyrkogård.